# Josef Sandström (arkivarie)
Sven Josef Sandström, född 25 mars 1882 i Ryda socken, Skaraborgs län, död 4 januari 1950 i Uppsala, var en svensk lingvist och arkivarie.
Josef Sandström var son till lantbrukaren Svante Sandström. Efter att ha avlagt mogenhetsexamen i Jönköping studerade han vid Uppsala universitet och blev filosofie kandidat 1904, filosofie licentiat 1909 och filosofie doktor 1910 på avhandlingen Utvecklingen av fornsvenskt ö och ü inom västgötadialekterna. Han blev 1907 amanuens vid Landsarkivet i Uppsala och var 1920–1947 landsarkivarie där. Vid sidan av sin tjänst utvecklade Sandström en mångsidig vetenskaplig verksamhet, framför allt inom historiska, arkivvetenskapliga, rättshistoriska och arkeologiska ämnen. En uppmärksammad insats gjorde han med en serie arbeten som det medeltida skatteväsendet i Svealandskapen. Han behandlade särskilt de språkliga och källkritiska problem, som rörde uppkomsten av de stående skatterna, såsom De stående skatterna i Svealand under medeltiden (1913), samt uppkomsten av den medeltida jordvärderingen i markland. Bland hans övriga arbeten märks särskilt Studier i Dalarnes administrativa indelning 1539–1650 (i Meddelanden från Svenska riksarkivet 1911) samt två av hans uppsatser i Historisk tidskrift, Kättardomen vid Stockholms blodbad (1928) och Vad beslöt Kalmarmötet 1397? (1931). Sandström medarbetade även i tidningar och tidskrifter med politiska och kulturella artiklar.